# 粕谷祐子
粕谷 祐子（かすや ゆうこ、1968年 - ）は、日本の政治学者。専門は、比較政治学・政治体制論・民主主義論・東南アジア政治・フィリピン政治。慶應義塾大学法学部教授。次期世界政治学会会長（第28代：2025年7月 - 2027年7月）予定者。

## 略歴
現在の新潟県佐渡市出身。1990年慶應義塾大学法学部政治学科卒業。1993年 (オランダ) Institute of Social Studies （M.A. in Development Studies 修了）、東京大学大学院法学政治学研究科博士課程単位取得退学、2005年カリフォルニア大学サンディエゴ校博士課程修了（Ph.D.）。
2000年日本学術振興会特別研究員。2003年上智大学比較文化学部非常勤講師。2004年慶應義塾大学法学部専任講師、2007年准教授、2012年教授。

## 著書

### 単著
- 『比較政治学』（ミネルヴァ書房, 2014年）
- Presidential Bandwagon: Parties and Party Systems in the Philippines (Keio University Press/Anvil, 2009)

### 編著
- （根本敬）『アジアの独裁と「建国の父」―― 英雄像の形成とゆらぎ』（彩流社, 2024年）
- 『アジアの脱植民地化と体制変動――民主制と独裁の歴史的起源』（白水社, 2022年）
- (Kenji Kushida, Eiji Kawabata) Information Governance in Japan: Towards a New Comparative Paradigm (SVNJ eBook series, 2016)
- Presidents, Assemblies and Policy-making in Asia (Palgrave Macmillan, 2013)
- (Nathan Quimpo) The Politics of Change in the Philippines (Anvil, 2010)
- 『アジアにおける大統領の比較政治学』（ミネルヴァ書房, 2010年）
- （小林良彰, 富田広士）『市民社会の比較政治学』（慶應義塾大学出版会, 2007年）

### 翻訳
- （アダム・プシェヴォルスキ）『それでも選挙に行く理由』(山田安珠共訳, 白水社, 2021年)
- （今井耕介）『社会科学のためのデータ分析入門』（原田勝孝・久保浩樹共訳, 岩波書店, 2018年）
- （ポール・ピアソン）『ポリティクス・イン・タイム』（監訳, 勁草書房, 2010年）
- （リチャード・グラボウスキー, シャルミスタ・セルフ, マイケル・P・シールズ）『経済発展の政治経済学』（山本一巳・坂井秀吉・堀金由美共訳, 日本評論社, 2008年）
- （アーレンド・レイプハルト）『民主主義対民主主義――多数決型とコンセンサス型の36ヶ国比較研究』（勁草書房, 2005年）

## 学会活動
V-Dem East Asia Regional Center Director (2019/12-現在）
日本比較政治学会会長(2022/6 - 2024/6)
世界政治学会(International Political Science Association)副会長(2018/7-2021/7)　
日本政治学会理事(2016-2018)
日本比較政治学会理事(2016-2022)